# WWE NXT Level Up
WWE NXT Level Up oder einfach NXT Level Up oder NXT LVL UP ist eine wöchentliche Wrestling-Sendung, welche von WWE produziert wird und auf dem WWE Network ausgestrahlt wird. NXT Level Up wird jeweils vor oder nach einer Episode von NXT 2.0 aufgezeichnet und wird dann um 22:00 Uhr (ET) auf Peacock (USA) und auf dem WWE Network gezeigt. Die erste Episode wurde am 18. Februar 2022 ausgestrahlt, als Ersatz für 205 Live.

## Geschichte
Am 15. Februar 2022 gab WWE bekannt, dass 205 Live eingestellt wird und durch eine Sendung mit dem Namen NXT Level Up ersetzt wird. Level Up übernahm 205 Live’s Sendeplatz auf dem WWE Network.
Am 18. Februar 2022 wurde dann die erste Episode ausgestrahlt. NXT Level Up bedient sich dem Roster der NXT Brand und ist wie 205 Live die Hauptshow des NXT Cruiserweight Championships. Es steht damit im Zeichen des Neubeginns von WWE NXT 2.0.
Moderatoren sind Sudu Shah und Nigel McGuinness. Als Ringsprecherinnen werden Alicia Taylor und die ehemalige ROH-Wrestlerin Kelly Kincaid (früher: Quinn McKay) eingesetzt.